# Sant Antoni de Pàdua d'Albinyana
Sant Antoni de Pàdua d'Albinyana és una ermita situada en el terme municipal d'Albinyana (Baix Penedès) inclosa en l'Inventari del Patrimoni Arquitectònic de Catalunya.
Està situada damunt una roca, en la serra del Quadrell, al vessant sud-oriental del Puig de Sant Antoni, a cosa d'un quilòmetre a l'est-sud-est del poble d'Albinyana. És al costat nord-est del Castell de l'Esquernosa.

## Descripció

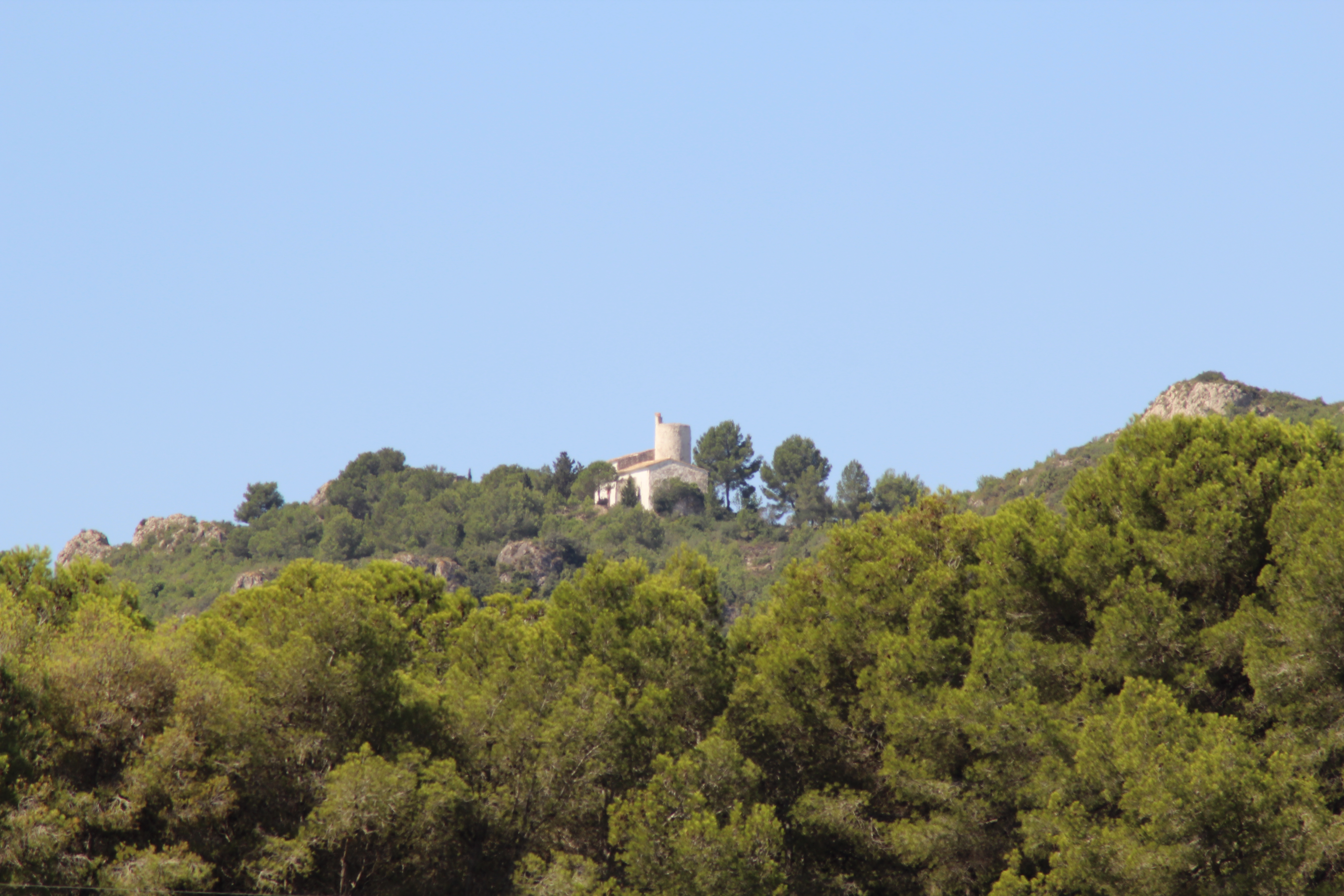
L'ermita de Sant Antoni vista des de Les Peces, Albinyana

L'exterior de l'ermita presenta una escalinata que mena cap a la porta d'accés i unes petites espitlleres, així com dos contraforts que sostenen la volta de mitja canya feta amb gruix de l'interior. Destaca l'espadanya d'un sol cos que s'aixecà aprofitant una gran penya. Consta d'una sola nau i té un caire místic i primitiu. A la dreta i adossada a l'ermita, s'hi troba l'antiga casa de l'ermità abandonada des del 1936.

## Història
L'origen de l'ermita es desconeix, però se sap la data de l'altar que tenia abans la guerra del 1936. Era un altar d'un barroc tardà d'últims del segle xviii, per tant l'ermita deu ser anterior. La nit del 19 al 20 de gener del 1939, van arribar els soldats marroquins de l'exèrcit nacional a Sant Antoni de Pàdua.